# Are You Listening?
Are You Listening? is het eerste album van de Ierse zangeres Dolores O'Riordan, uitgebracht op 4 mei 2007 in Ierland, 7 mei in Europa en op 15 mei in Noord-Amerika. De eerste single van het album zal Ordinary Day zijn. De video voor deze single is in Praag opgenomen.

## Nummers
1. Ordinary Day - 4:04
2. When We Were Young - 3:23
3. In the Garden - 4:27
4. Human Spirit - 4:00
5. Loser - 2:56
6. Stay With Me - 4:01
7. Apple of My Eye - 4:42
8. Black Widow - 4:56
9. October - 4:38
10. Accept Things - 4:11
11. Angel Fire - 5:02
12. Ecstasy - 5:13

Alle nummers/tracks zijn geschreven door Dolores O'Riordan.

## Singles
- Ordinary Day
- When We Were Young

## Bandleden
- Dolores O'Riordan - zang
- Steve Demarchi - gitaar, achtergrondzang
- Denny Demarchi - keyboards, gitaar, fluit, wind instrumenten, achtergrondzang
- Marco Mendoza - basgitaar, achtergrondzang
- Graham Hopkins - drums, percussie, achtergrondzang